# Padraic Pearse
Padraic (Patrick) Pearse, född 10 november 1879 i Dublin, död 3 maj 1916 (avrättad) på Kilmainham Gaol i Dublin, var en irländsk poet, jurist och revolutionär frihetskämpe. 

## Biografi
Pearse ägnade iriskan ett livligt intresse under sina universitetsstudier och utgav 1903-09 Gaelic Leagues organ Claidheamh Soluis. Som ett led i kampen mot det antinationella i Irlands skolväsen grundade han Saint Enda's College, den första skolan med tvåspråkig undervisning, och ledde den med stor skicklighet. Pearse utvecklade ett iriskt författarskap av hög valör på vers och prosa med verk som dramerna An righ ("Konungen") och Íosagán, samt novellerna Am mhathair ("Modern"), Am bhean chaointe ("Gråterskan"), Íosagán med flera. Pearse blev medlemmar av Irländska Republikanska Brödraskapet 1912 och var från dess start 1913 en av ledarna för Irish volunteers. Vid Påskupproret var han överbefälhavare och den egentlige initiativtagaren. Pearse var fullt medveten om att upproret militärt skulle misslyckas, men ansåg sig genom sin död kunna väcka folkets motståndsvilja.
Han utropades till president i den provisoriska regeringen. Han arkebuserades efter att upproret slagits ner av de engelska trupperna. Padraic Pearse var äldre bror till Willie Pearse som också deltog i upproret och sedan blev avrättad.
Pearses samlade arbeten utgavs i 3 band 1917-23.